# Square Kilometre Array
Square Kilometre Array (SKA, v překladu Pole o ploše kilometr čtvereční) je budovaná soustava radioteleskopů, která vznikne v Jihoafrické republice a v Austrálii. Přijímací plocha všech antén by měla být 1 km². Po dokončení půjde o absolutně největší soustavu radioteleskopů na světě.

## Struktura
Centrální část každé ze dvou soustav antén by měla být umístěna na území o průměru asi 10 km, z ní budou vybíhat spirály dalších stanic, které budou až 3 000 km daleko. Australská část proto bude mít nejvzdálenější stanice až na Novém Zélandu, jihoafrická pak na Madagaskaru.

### Typy antén
Aby bylo možné přijímat signály o různých frekvencích, bude se Square Kilometre Array skládat ze tří typů antén:
- klasické parabolické antény o průměru 12 m pro frekvence 350 MHz – 14 GHz,
- dipólové řídce rozmístěné antény pro nízké frekvence,
- kompaktní pole radiometrů pro střední frekvence.

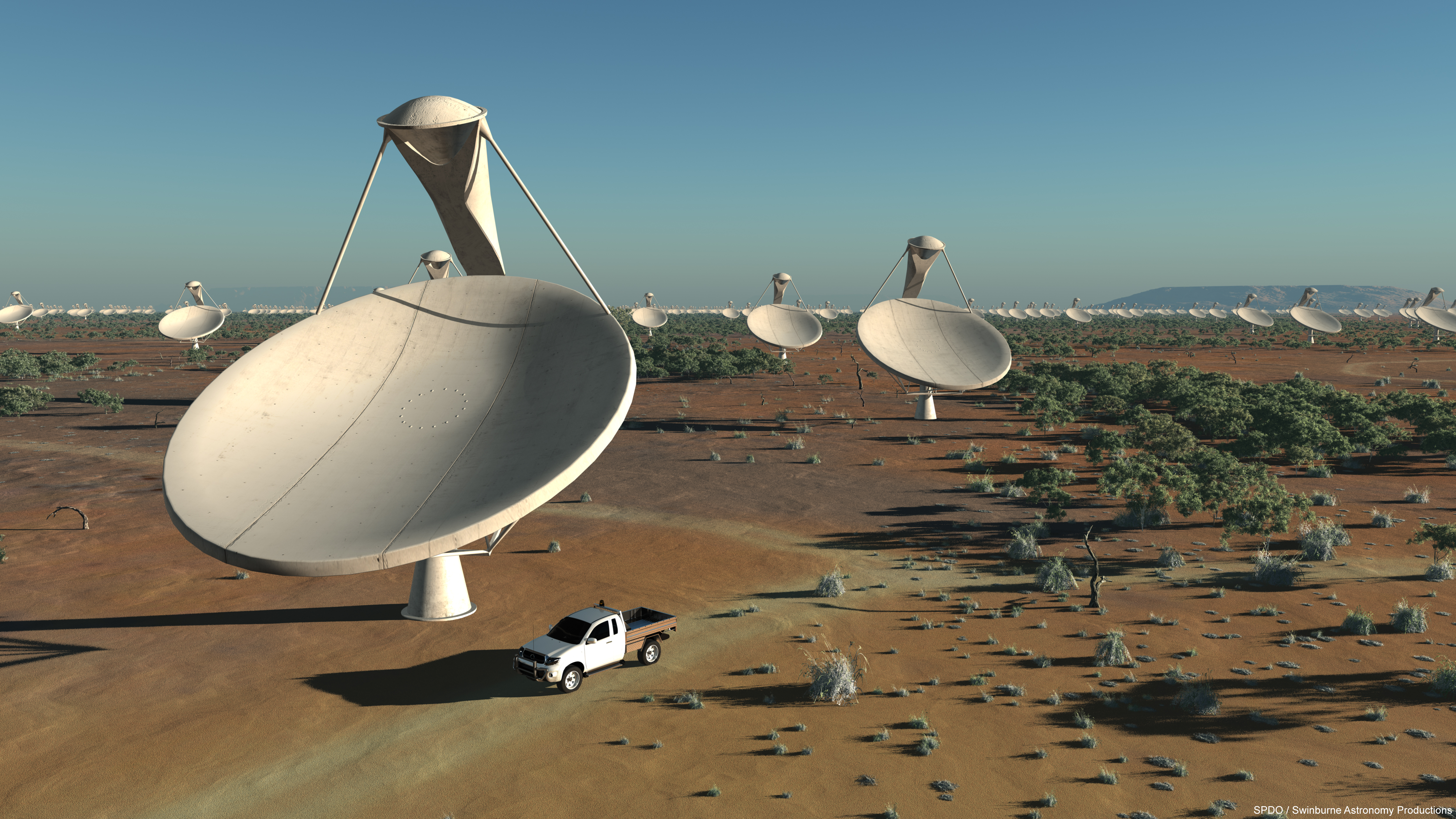
Parabolické antény
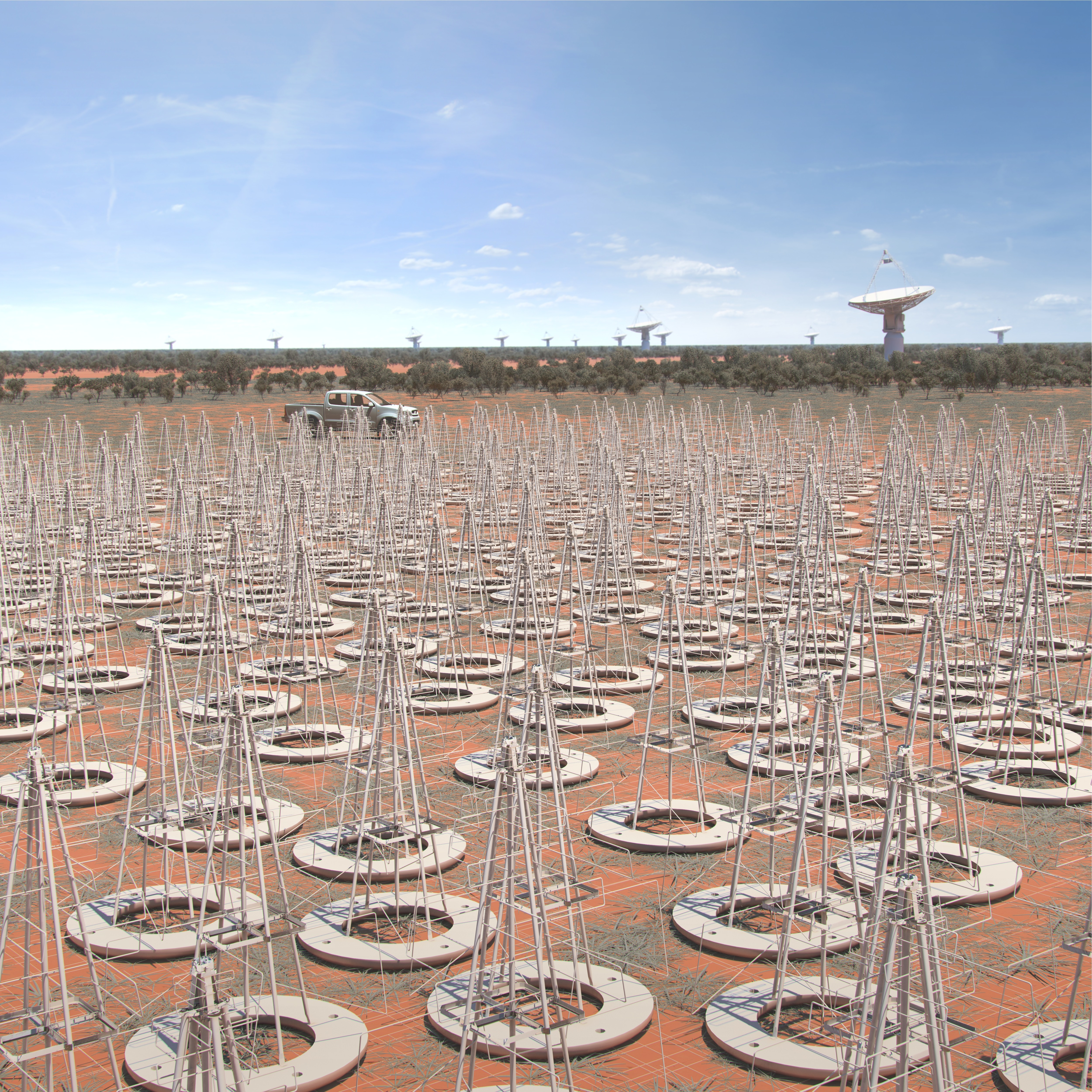
Dipólové pole
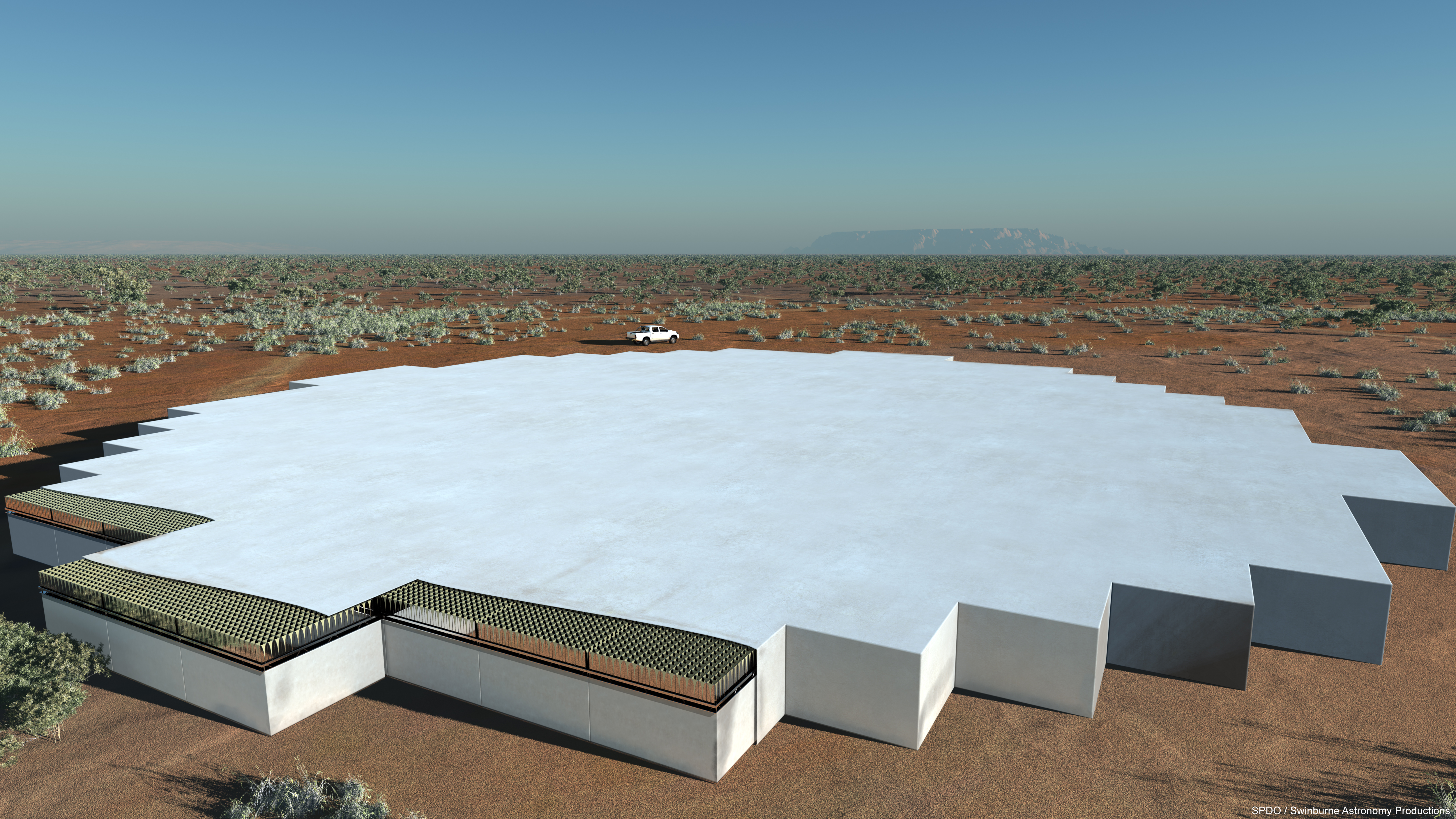
Jednotka radiometrů

### Datové komunikace
Signály z antén Square Kilometre Array budou klást extrémní nároky na přenos a zpracování dat. Podle projektu z roku 2017 má např. jen pole parabolických antén produkovat datový tok, který bude desetkrát větší, než byl celosvětový provoz na internetu v roce 2018. U pole antén s nižšími frekvencemi by to mělo být ještě o jeden řád více.

## Vědecké cíle
Podle představ z roku 2017 by se projekt měl zaměřit na pět základních okruhů témat:
1. hvězdy: síť by měla být schopná zachytit světlo prvních vznikajících hvězd (jeho frekvence se vlivem rozpínání vesmíru posunula do radiové oblasti),
2. zachycovaní gravitačních vln: bude se tak dít sledováním odchylek v periodách pulsarů,
3. mapování vodíku v galaxiích: mělo by to umožnil poznat, jak se galaxie a především nadgalaktické struktury vyvíjejí,
4. vznik magnetických polí, především v mezigalaktickém prostoru,
5. výzkum temné hmoty: pomocí gravitačního čočkování.

Další oblastí bude hledání a výzkum složitých organických molekul ve vesmíru, kdy by měly být teleskopy zvlášť citlivé na záření způsobené změnami jejich jemné struktury.

## Vedení projektu a financování
Ředitelství projektu sídlí v současnosti na observatoři Jodrell Bank ve Velké Británii. První etapa projektu (2018 – 2023) má stát celkem 2 miliardy euro.
Na projektu se kromě států, na jejichž území bude zařízení ležet, podílí několik evropských zemí, především Spojené království, Francie, Itálie a Španělsko, dále Kanada, Indie a Čína.

## Historie projektu

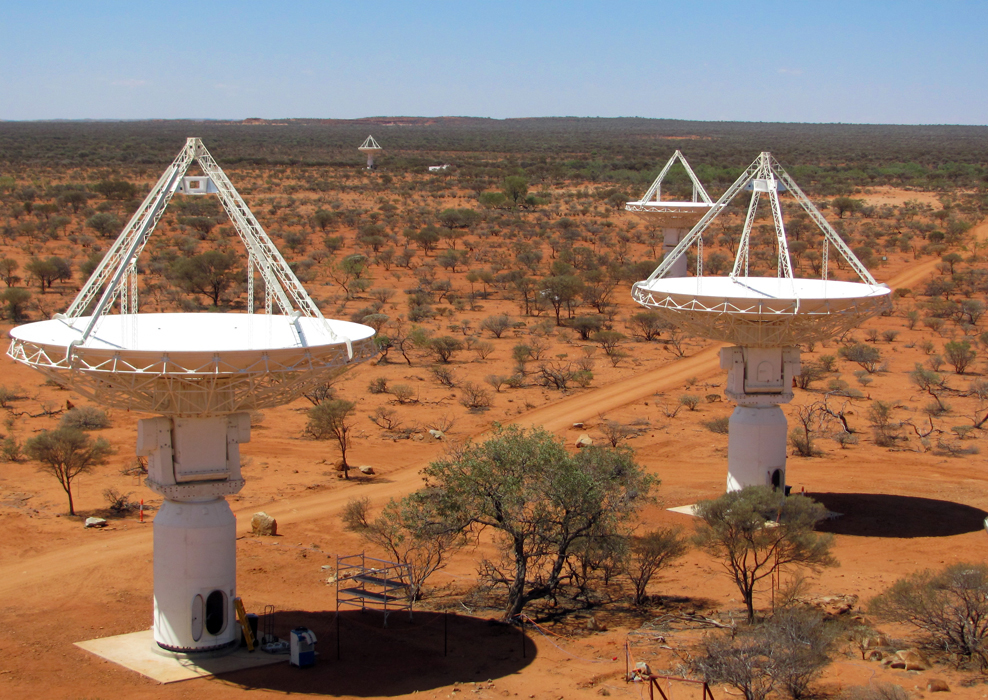
Antény sítě ASKAP

Schéma antény MeerKAT

Koncept projektu byl navržen v roce 1991. Pro ověření koncepce vznikly dva projekty:
- Austrálie: ASKAP – Australian Square Kilometre Array Pathfinder – síť 36 stejných antén o průměru 12 m. Je provozována od roku 2012.
- Jižní Afrika: MeerKAT, původně Karoo Array Telescope – soustava 64 parabolických antén o průměru 13,5 m. Staví se od roku 2016, v červnu 2018 bylo dodáno 36 antén, které se uvádějí do provozu.

### Etapy projektu SKA
- 1. etapa: 2018 – 2023 (označovaná jako SKA 1): během ní by mělo být v Austrálii rozmístěno 500 antén a v Jižní Africe 200 antén,
- 2. etapa: 2023 – 2030: během této etapy by měla být zcela dokončena soustava dipólových antén a radiometrů pro nízké a střední frekvence,[4]
- 3. etapa: po roce 2030: dokončení soustavy parabolických antén pro vysoké frekvence.